# Epiclytus yokoyamai
Epiclytus yokoyamai är en skalbaggsart som först beskrevs av Tadao Kano 1933.  Epiclytus yokoyamai ingår i släktet Epiclytus och familjen långhorningar. Inga underarter finns listade i Catalogue of Life.